# Муравьёва, Ирина Аркадьевна
Ири́на Арка́дьевна Муравьёва (29 мая 1934, Ленинград, РСФСР, СССР — 5 июля 2022, Санкт-Петербург, Россия) — советская и российская журналистка и писательница, автор книг исторической и литературной тематики и художественных рассказов. Многолетний редактор отдела публицистики литературного журнала «Звезда». Член Союза журналистов России.

## Биография
Родилась в 1934 году в Ленинграде. Вдова филолога Александра Михайловича Панченко (1937—2002), мать антрополога религии Александра Александровича Панченко  (род. 1971) и археолога Сергея Германовича Попова. Публиковалась в литературных журналах «Звезда», «Дружба народов», «Октябрь», «Знамя», «Континент», «Новый журнал», «Новый мир» и других.
Работала в редакции журнала «Аврора», затем была научным сотрудником Музея Анны Ахматовой в Фонтанном доме, затем устроилась в редакцию «Звезды», где возглавила отдел публицистики. Стала автором сценария документального телевизионного фильма «Реквием» (Лентелефильм, 1988). Проживала в Санкт-Петербурге.
Скончалась в ночь с 4-го на 5-е июля 2022 года на 89-м году жизни в Санкт-Петербурге.

## Книги
- Муравьёва И. А. Век модерна: панорама столичной жизни. — СПб.: Пушкинский фонд, 2001. — Т. 1. — 271 с.
- Муравьёва И. А. Век модерна: панорама столичной жизни. — СПб.: Пушкинский фонд, 2007. — Т. 2. — 271 с.
- Муравьёва И. А. Салоны Пушкинской поры. Очерки литературной и светской жизни Санкт-Петербурга. — СПб.: Крига, 2008. — 539 с.
- Муравьёва И. А. Жизнь Владислава Ходасевича. — СПб.: Крига, 2013. — 567 с.